# Сатине, Елена
Елена Сатине (англ. Elena Satine; груз. ელენა სატინი; род. 24 ноября 1987 года, Тбилиси, Грузинская ССР, СССР) — американская актриса грузинского происхождения, известная благодаря ролям в сериале Starz «Волшебный город» и прайм-тайм-мыльной опере ABC «Месть».

## Жизнь и карьера
Сатине родилась в Тбилиси, СССР. Позже семья переехала жить в Сочи, когда дочери было пять лет. Её мать — оперная певица и бывшая актриса, а отец работал в текстильной промышленности. Она начала свою профессиональную карьеру в возрасте 6 лет с участия в детской телепередаче «Утренняя звезда». В 9 лет она уже была лауреатом международных премий, стала самой молодой участницей кинофестиваля «Кинотавр». 
В 1998 году, после нескольких поездок в Нью-Йорк, Сатине приняла участие в открытом конкурсе для профессиональной исполнительской школы искусств и была принята туда на обучение. В 16 лет после окончания с отличием школы, Сатине продолжила своё обучение в МХАТе, а также получила международную стипендию в Королевской академии драматического искусства в Лондоне.
Сатине сыграла несколько незначительных ролей на телевидении и в кино, прежде чем в 2012 году получить регулярную в сериале «Волшебный город». Шоу было закрыто после двух сезонов. В 2014 году она получила роль сумасшедшей светской львицы Луизы Эллиз прайм-тайм-мыльной опере ABC «Месть». Она изначально была приглашена на несколько эпизодов, но позже была повышена до регулярного состава.
С 31 декабря 2013 года Сатине замужем за певцом и басистом «The All-American Rejects» Тайсоном Риттером, с которым она встречалась год до их свадьбы.
В 2015 году снялась в клипе Криса Корнелла «Nearly Forgot My Broken Heart».

## Фильмография
| Год       |     | Русское название           | Оригинальное название                      | Роль                          |
| --------- | --- | -------------------------- | ------------------------------------------ | ----------------------------- |
| 2007      | ф   | Волновой эффект            | Ripple Effect                              | София                         |
| 2007      | ф   |                            | Holier Than Thou                           | Эинка                         |
| 2008      | ф   | Звезды бара                | Bar Starz                                  | старлетка                     |
| 2008      | с   |                            | Gemini Division                            | Надя                          |
| 2008      | с   | Детектив Раш               | Cold Case                                  | Надя Кослоу                   |
| 2009      | ф   | 5 ночей в Голливуде        | 5 Nights in Hollywood                      | Пенелопа                      |
| 2009      | ф   |                            | Adventures in Online Dating                | Кристина                      |
| 2009      | ф   | Не смотри вверх            | Don't Look Up                              | Анка                          |
| 2009      | ф   | 5 ночей в Голливуде        | The Harsh Life of Veronica Lambert         | Пенелопа                      |
| 2009      | с   | Мелроуз Плейс              | Melrose Place                              | Эбби Дуглас                   |
| 2010      | с   | Пуаро Агаты Кристи         | Poirot                                     | графиня Андрени               |
| 2010      | с   | Тайны Смолвилля            | Smallville                                 | Мера                          |
| 2010      | кор |                            | Kelly Brook's Cameltoe Shows               | Елена                         |
| 2011      | ф   | Притворись моей женой      | Just Go with It                            | Кристина                      |
| 2011      | с   | Морская полиция: Спецотдел | NCIS: Naval Criminal Investigative Service | Адриана Горгова               |
| 2012—2013 | с   | Волшебный город            | Magic City                                 | Джуди Сильвер                 |
| 2013      | тф  | Шестой пистолет            | The Sixth Gun                              | Мисси Хьюм                    |
| 2014      | с   | Агенты «Щ.И.Т.»            | Agents of S.H.I.E.L.D.                     | Лорелей                       |
| 2014      | с   | Матадор                    | Matador                                    | Марго                         |
| 2014—2015 | с   | Месть                      | Revenge                                    | Луиза Эллис                   |
| 2015      | ф   | Молния                     | Zipper                                     | Элли Грин                     |
| 2015      | кор |                            | The Pinhole Affect                         | Бьянка Фердьюж                |
| 2015      | ф   |                            | Beautiful Now                              | Джеки                         |
| 2016      | ф   |                            | Outlaw                                     | Елена                         |
| 2016      | с   | Вне времени                | Timeless                                   | Джудит Кемпбелл               |
| 2017      | кор |                            | Picture Wheel                              | Рэд                           |
| 2017      | с   | 24 часа: Наследие          | 24: Legacy                                 | оператор                      |
| 2017      | с   | Твин Пикс                  | Twin Peaks                                 | Ронда                         |
| 2017      | с   | Одарённые                  | The Gifted                                 | Соня Симонсон / Мечтательница |
| 2018      | с   | Странный ангел             | Strange Angel                              | Мэгги Донован                 |
| 2021      | ф   | Расплата                   | Payback                                    | Кэт                           |
| 2021      | с   | Ковбой Бибоп               | Cowboy Bebop                               | Джулия                        |